# Joey Lauren Adams
Pour les articles homonymes, voir Adams.
Joey Lauren Adams, née le 9 janvier 1968 à Little Rock, dans l'Arkansas, aux (États-Unis), est une actrice, réalisatrice et scénariste américaine.

## Filmographie

### Actrice
- 1977 : L'Exorciste 2 : L'Hérétique  (Exorcist II: The Heretic) de John Boorman : Linda Tuskin
- 1991 : Top of the Heap (en) (série télévisée) : Mona Mullins
- 1992 : Vinnie & Bobby (série télévisée) : Mona Mullins
- 1993 : Coneheads de Steve Barron : Christina
- 1993 : Dazed and Confused : Simone Kerr
- 1993 : The Program : Louanne
- 1994 : The Pros & Cons of Breathing : Shirley
- 1994 : Sleep with Me : Lauren
- 1994 : SFW de Jefery Levy : Monica Dice
- 1995 : Les Glandeurs : Gwen Turner
- 1996 : Les Aventuriers du paradis (Second Noah) (série télévisée) : Darby
- 1996 : Drawing Flies : Hippy Chick
- 1996 : Bio-Dome de Jason Bloom : Monique
- 1996 : Michael : Anita, Brown's Waitress
- 1997 : Méprise multiple (Chasing Amy) : Alyssa Jones
- 1998 : Pas facile d'être papa (A Cool, Dry Place) : Beth Ward
- 1999 : Big Daddy : Layla Maloney
- 2000 : Bruno : Donna Marie
- 2000 : Beautiful : Ruby
- 2001 : Harvard Story (Harvard Man) : Chesney Cort
- 2001 : Dr Dolittle 2 : Squirrel (voix)
- 2001 : On the Edge (TV) : Sarah (segment "Reaching Normal")
- 2001 : Reaching Normal : Sarah
- 2001 : In the Shadows : Clarissa Huston
- 2001 : Jay & Bob contre-attaquent (Jay and Silent Bob Strike Back) : Alyssa Jones
- 2002 : Grand Champion : Mother
- 2002 : Beeper : Julia Hyde
- 2003 : The Big Empty : Grace
- 2003 : Remembering Charlie (TV)
- 2004 : The Gunman : Daphne
- 2004 : Clerks: The Lost Scene (vidéo) : Alyssa Jones (voix)
- 2005 : Veronica Mars (TV)
- 2006 : Bunny Whipped : Ann
- 2006 : La Rupture (The Break-Up) : Addie
- 2010 : United States of Tara (série TV) : Pammy
- 2013 : Mission Père Noël (A Country Christmas) : Renae Logan
- 2014 : Sequoia : Bev
- 2019 : Jay et Bob contre-attaquent… encore (Jay and Silent Bob Reboot) de Kevin Smith : Alyssa Jones

### Réalisatrice
- 2006 : Come Early Morning (+ scénariste)